# Nati il 5 novembre

## XIII secolo(2)
- 1205 - Al-Salih Ayyub, sultano curdo († 1249)
- 1271 - Ghazan Khan, sovrano mongolo († 1304)

## XV secolo(2)
- 1462 - Antonio Tebaldeo, poeta italiano († 1537)
- 1494 - Hans Sachs, poeta e drammaturgo tedesco († 1576)

## XVI secolo(9)
- 1535 - Giulia de' Medici, italiana
- 1549 - Philippe Duplessis-Mornay, scrittore, politico e teologo francese († 1623)
- 1555 - Vittoria Bentivoglio, soprano italiana († 1587)
- 1563 - Anna di Nassau, principessa († 1588)
- 1569 - Nils Turesson Bielke, politico svedese († 1639)
- 1582 - Prospero Bonarelli della Rovere, drammaturgo e diplomatico italiano († 1659)
- 1596 - Carlo II d'Elbeuf, duca francese († 1657)
- 1597 - Maria Roccaforte, religiosa italiana († 1648)
- 1599 - Carlo Emanuele Madruzzo, vescovo cattolico italiano († 1658)

## XVII secolo(18)
- 1605 - Thomas Shepard, teologo inglese († 1649)
- 1607 - Anna Maria van Schurman, filosofa, poetessa e scienziata olandese († 1678)
- 1613 - Isaac de Benserade, poeta e librettista francese († 1691)
- 1615 - Ibrahim I, sultano ottomano († 1648)
- 1619 - Philips Koninck, pittore olandese († 1688)
- 1627 - Ermanno Egon di Fürstenberg, nobile tedesco († 1674)
- 1656 - Giovanni Vincenzo de Filippi, vescovo cattolico italiano († 1738)
- 1666 - Attilio Ariosti, compositore, cantante e organista italiano († 1729)
- 1666 - Hartmann del Liechtenstein, principe e militare austriaco († 1728)
- 1667 - Christoph Ludwig Agricola, pittore e incisore tedesco († 1719)
- 1669 - Leonhard Christoph Sturm, architetto tedesco († 1719)
- 1671 - Henri-Osvald de La Tour d'Auvergne, cardinale e arcivescovo cattolico francese († 1747)
- 1677 - Domenico Corradi d'Austria, matematico italiano († 1756)
- 1685 - Peter Angelis, pittore francese († 1734)
- 1688 - Louis Bertrand Castel, matematico e gesuita francese († 1757)
- 1690 - Carlo Giuseppe Merlo, architetto e ingegnere italiano († 1760)
- 1690 - Federico Luigi di Württemberg-Winnental, militare tedesco († 1734)
- 1694 - Ottone Hamerani, medaglista italiano († 1761)

## XVIII secolo(35)
- 1705 - Louis-Gabriel Guillemain, compositore e violinista francese († 1770)
- 1715 - Anton Giorgio Clerici, nobile, generale e mecenate italiano († 1768)
- 1715 - Felice di Nicosia, francescano italiano († 1787)
- 1715 - Johann Georg Wille, incisore tedesco († 1808)
- 1728 - Franz Xaver von Wulfen, botanico, geologo e alpinista austriaco († 1805)
- 1729 - Carlo Mondini, medico e anatomista italiano († 1803)
- 1730 - Benjamin Duvivier, medaglista e disegnatore francese († 1819)
- 1733 - Michail Matveevič Cheraskov, scrittore russo († 1807)
- 1735 - Bernardo Zamagna, gesuita, poeta e teologo dalmata († 1820)
- 1739 - Hugh Montgomerie, XII conte di Eglinton, nobile, politico e compositore scozzese († 1819)
- 1742 - Richard Cosway, pittore inglese († 1821)
- 1744 - Georges Félix de Wimpffen, generale francese († 1814)
- 1749 - Adélaïde-Marie Champion de Cicé, religiosa francese († 1818)
- 1749 - Sergej Fëdorovič Golicyn, generale russo († 1810)
- 1751 - Ascanio Baldasseroni, avvocato e giurista italiano († 1824)
- 1754 - Alessandro Malaspina, esploratore e navigatore italiano († 1810)
- 1755 - Carlotta d'Assia-Darmstadt, duchessa († 1785)
- 1755 - Otto Heinrich von Gemmingen-Hornberg, nobile, diplomatico e scrittore tedesco († 1836)
- 1758 - Louis Marie Aubert Du Petit-Thouars, botanico francese († 1831)
- 1770 - Dominique-Joseph René Vandamme, generale francese († 1830)
- 1772 - Francesco Barberini, VI principe di Palestrina, principe, militare e politico italiano († 1853)
- 1773 - Luigi di Prussia, generale prussiano († 1796)
- 1774 - Johann Christian August Clarus, anatomista e chirurgo tedesco († 1854)
- 1777 - Charles-Frédéric Kreubé, violinista, direttore d'orchestra e compositore francese († 1846)
- 1777 - Filippo Taglioni, ballerino e coreografo italiano († 1871)
- 1778 - Giovanni Battista Belzoni, esploratore e ingegnere italiano († 1823)
- 1779 - Washington Allston, pittore e scrittore statunitense († 1843)
- 1780 - Friedrich Kohlrausch, storico e pedagogista tedesco († 1867)
- 1787 - John Richardson, naturalista, chirurgo e esploratore scozzese († 1865)
- 1791 - Benjamin Chew Howard, politico statunitense († 1872)
- 1791 - María Rafols Bruna, religiosa spagnola († 1853)
- 1792 - Vincenzo Roncalli, imprenditore, politico e filantropo italiano († 1872)
- 1794 - Johann Jacob Baeyer, generale e geodeta prussiano († 1885)
- 1798 - Carolina di Borbone-Due Sicilie, principessa († 1870)
- 1799 - James Duane Doty, politico statunitense († 1865)

## XIX secolo(183)
- 1802 - Julius von Kirchmann, filosofo e giurista tedesco († 1882)
- 1804 - Carl Leverkus, imprenditore, chimico e farmacista tedesco († 1889)
- 1806 - Giuseppe Catalano, giurista e politico italiano († 1886)
- 1807 - William Francis Ainsworth, viaggiatore, geologo e medico inglese († 1896)
- 1807 - Pëtr Grigor'evič Demidov, generale russo († 1862)
- 1808 - Francesco Corvi, patriota e militare italiano
- 1809 - Giovanni Chelli, presbitero e bibliotecario italiano († 1869)
- 1809 - Edmond Le Bœuf, generale francese († 1888)
- 1810 - Alphonso Taft, politico statunitense († 1891)
- 1811 - George Browne, architetto irlandese († 1885)
- 1813 - Costantino Crisci, politico italiano († 1900)
- 1816 - Pasquale Adinolfi, presbitero e archeologo italiano († 1882)
- 1817 - H. W. J. Thiersch, filologo tedesco († 1885)
- 1818 - Benjamin Butler, generale, avvocato e politico statunitense († 1893)
- 1818 - Alexander R. Lawton, generale e diplomatico statunitense († 1896)
- 1819 - Szymon Marcin Kozłowski, arcivescovo cattolico polacco († 1899)
- 1819 - Hamilton Lanphere Smith, scienziato, astronomo e fotografo statunitense († 1903)
- 1819 - Angelo Spera, magistrato, avvocato e politico italiano († 1902)
- 1820 - Kōnstantinos Simōnidīs, avventuriero e falsario greco († 1890)
- 1822 - Carlo Pasta, medico e politico svizzero († 1893)
- 1825 - Rosario Cancellieri, politico italiano († 1896)
- 1827 - Kate Newell Doggett, botanica, traduttrice e socialite statunitense († 1884)
- 1827 - Annibale Lucatelli, patriota italiano († 1909)
- 1829 - Bernardino Lurati, avvocato e politico svizzero († 1880)
- 1830 - Girolamo Napoleone Bonaparte II, militare statunitense († 1893)
- 1831 - William Meade Fishback, politico statunitense († 1903)
- 1832 - William W. Averell, generale statunitense († 1900)
- 1832 - Henry Montagu Douglas Scott, I barone Montagu di Beaulieu, politico scozzese († 1905)
- 1832 - Nicola Marselli, storico e politico italiano († 1899)
- 1832 - Pietro Porta, presbitero e botanico italiano († 1923)
- 1833 - William Edgcumbe, IV conte di Mount Edgcumbe, politico inglese († 1917)
- 1834 - Luigi Borgomainerio, decoratore, disegnatore e illustratore italiano († 1876)
- 1836 - Joaquim Pimenta de Castro, politico portoghese († 1918)
- 1837 - Joe Goss, pugile inglese († 1885)
- 1837 - Arnold Janssen, presbitero e missionario tedesco († 1909)
- 1839 - Ferdinando Brusotti, fisico e inventore italiano († 1899)
- 1841 - Louise Abel, fotografa norvegese († 1907)
- 1843 - Harry Rawson, ammiraglio inglese († 1910)
- 1844 - Eugénie Potonié-Pierre, attivista francese († 1898)
- 1845 - Gustavo Simoni, pittore italiano († 1926)
- 1846 - Joseph Apoux, pittore e illustratore francese († 1910)
- 1846 - Edward Singleton Holden, astronomo statunitense († 1914)
- 1848 - James Whitbread Lee Glaisher, matematico britannico († 1928)
- 1849 - Ruy Barbosa, giurista, politico e scrittore brasiliano († 1923)
- 1849 - Enrico Cavalli, pittore italiano († 1919)
- 1850 - Ella Wheeler Wilcox, scrittrice statunitense († 1919)
- 1851 - Charles Dupuy, politico francese († 1923)
- 1851 - Edward Robert Hughes, pittore inglese († 1914)
- 1851 - Emile Pierre Ratez, violista e compositore francese († 1934)
- 1851 - Rudolf Smend, teologo tedesco († 1913)
- 1851 - Benjamin B. Warfield, teologo statunitense († 1921)
- 1854 - Anders Severin Donner, astronomo finlandese († 1938)
- 1854 - Paul Sabatier, chimico francese († 1941)
- 1855 - Eugene Victor Debs, politico, sindacalista e attivista statunitense († 1926)
- 1855 - Léon Philippe Teisserenc de Bort, meteorologo francese († 1913)
- 1857 - Ida Tarbell, scrittrice e giornalista statunitense († 1944)
- 1858 - Joseph DeCamp, pittore statunitense († 1923)
- 1858 - Tiziano Pagan de Paganis, pittore italiano († 1932)
- 1858 - Carlo Ridolfi, agronomo, politico e sociologo italiano († 1918)
- 1859 - Manuel García Prieto, avvocato e politico spagnolo († 1938)
- 1861 - Augusto Vanzo, generale e politico italiano († 1932)
- 1861 - Edith Watson, fotografa statunitense († 1943)
- 1862 - Alexandre Bigot, ceramista francese († 1927)
- 1862 - Ol'ga Nikolaevna Figner, rivoluzionaria russa († 1919)
- 1863 - James Ward Packard, imprenditore statunitense († 1928)
- 1864 - Margaret Macdonald Mackintosh, pittrice, illustratrice e decoratrice britannica († 1933)
- 1864 - Truman Handy Newberry, politico statunitense († 1945)
- 1864 - Jessie Ralph, attrice statunitense († 1944)
- 1864 - Giovanni Villani, generale italiano († 1917)
- 1864 - Hilda di Lussemburgo, principessa († 1952)
- 1866 - Cornelia Sorabji, avvocata indiana († 1954)
- 1867 - George Reisner, egittologo statunitense († 1942)
- 1868 - Louise Deglane, fotografa francese († 1936)
- 1868 - George Milne, I barone Milne, generale britannico († 1948)
- 1869 - Gustavo Nicastro, ammiraglio e politico italiano († 1940)
- 1869 - Francesco Quarta, magistrato e politico italiano († 1963)
- 1871 - Shūsui Kōtoku, politico, giornalista e anarchico giapponese († 1911)
- 1871 - Licinio Muzani, politico italiano († 1928)
- 1872 - Adam Ludwik Czartoryski, nobile polacco († 1937)
- 1872 - Ulysses Davis, regista e sceneggiatore statunitense († 1924)
- 1873 - Teddy Flack, mezzofondista, maratoneta e tennista australiano († 1935)
- 1873 - Gaetano Zinetti, direttore d'orchestra italiano († 1911)
- 1874 - Gustav Casmir, schermidore tedesco († 1910)
- 1876 - Raymond Duchamp-Villon, scultore francese († 1918)
- 1876 - Harrison Smith, mezzofondista statunitense († 1947)
- 1877 - Abraham Mellinger, lottatore statunitense († 1958)
- 1877 - Stefano Zuech, scultore italiano († 1968)
- 1878 - Max Ammermann, canottiere tedesco
- 1878 - Michail Arcybašev, scrittore russo († 1927)
- 1878 - Kuz'ma Petrov-Vodkin, pittore russo († 1939)
- 1878 - Dante Zeno Rubelli, imprenditore italiano († 1945)
- 1879 - Francesco Bracci, cardinale e arcivescovo cattolico italiano († 1967)
- 1879 - William Harrison Hays, politico statunitense († 1954)
- 1879 - Sophie Wachner, costumista statunitense († 1960)
- 1879 - Otto Wahle, nuotatore austriaco († 1963)
- 1880 - Percy Loraine, diplomatico britannico († 1961)
- 1880 - Richard Oswald, regista, sceneggiatore e produttore cinematografico austriaco († 1963)
- 1880 - Mihail Sadoveanu, scrittore rumeno († 1961)
- 1881 - Nikolaj Aleksandrovič Kulikovskij, ufficiale russo († 1958)
- 1881 - Edward Spencer, marciatore britannico († 1965)
- 1882 - Johann Friedländer, generale austriaco († 1945)
- 1883 - Ricardo Miró, poeta panamense († 1940)
- 1883 - Lou Otten, calciatore olandese († 1946)
- 1883 - Ernie Parker, tennista e crickettista australiano († 1918)
- 1883 - Ludovico Pellizzari, politico e giornalista italiano († 1946)
- 1884 - James Elroy Flecker, poeta, romanziere e drammaturgo inglese († 1915)
- 1884 - Luigi Martinelli, arcivescovo cattolico italiano († 1946)
- 1884 - Vladimir Pavlovič Miljutin, politico sovietico († 1937)
- 1884 - Giovanni Zannacchini, pittore italiano († 1939)
- 1885 - Karel Hugo Hilar, regista teatrale e scrittore ceco († 1935)
- 1885 - Will Durant, filosofo, saggista e storico statunitense († 1981)
- 1885 - Gerhard Wülker, zoologo tedesco († 1930)
- 1886 - Ruth Goetz, sceneggiatrice tedesca († 1965)
- 1886 - Arvor Hansen, ginnasta danese († 1962)
- 1886 - Sadae Inoue, generale giapponese († 1961)
- 1886 - Alois Kovařovič, calciatore boemo († 1970)
- 1886 - Ignazio Lodato, politico italiano († 1953)
- 1886 - Ralph Moody, attore statunitense († 1971)
- 1887 - Giacomo Ferrari, politico italiano († 1974)
- 1887 - Ilmari Keinänen, ginnasta finlandese († 1934)
- 1887 - Teodor Koskenniemi, mezzofondista finlandese († 1965)
- 1887 - Alfredo Luciani, poeta italiano († 1969)
- 1887 - René Maran, scrittore, poeta e romanziere francese († 1960)
- 1887 - Hans Pedersen, ginnasta danese († 1943)
- 1887 - Paul Wittgenstein, pianista austriaco († 1961)
- 1888 - Saverio Dioguardi, architetto italiano († 1961)
- 1888 - Willie McCartney, allenatore di calcio e calciatore scozzese († 1948)
- 1888 - Carlo Oriani, ciclista su strada italiano († 1917)
- 1888 - Luigi Ferdinando d'Orléans, principe spagnolo († 1945)
- 1888 - Donato Pafundi, politico e magistrato italiano († 1973)
- 1888 - George Schaefer, produttore cinematografico statunitense († 1981)
- 1889 - Horace Davey, regista e attore statunitense († 1970)
- 1889 - Willis Richardson, drammaturgo statunitense († 1977)
- 1889 - Feliks Steuer, linguista, insegnante e scrittore polacco († 1950)
- 1890 - Dorcas Matthews, attrice statunitense († 1969)
- 1891 - Oluf Berntsen, schermidore danese († 1987)
- 1891 - Martín Chambi, fotografo peruviano († 1973)
- 1891 - Harry Frantz, giornalista statunitense († 1982)
- 1891 - Shin Kato, giocatore di go giapponese († 1952)
- 1891 - Greasy Neale, allenatore di football americano, giocatore di baseball e allenatore di pallacanestro statunitense († 1973)
- 1891 - Galaktion Tabidze, poeta sovietico († 1959)
- 1892 - John Alcock, aviatore e militare britannico († 1919)
- 1892 - Alcock e Brown, aviatore e militare britannico († 1919)
- 1892 - John Burdon Sanderson Haldane, biologo e genetista inglese († 1964)
- 1892 - George Lloyd, attore statunitense († 1967)
- 1893 - Antonio Acqua, attore italiano († 1966)
- 1893 - Raymond Dubly, calciatore francese († 1988)
- 1893 - Theodore von Eltz, attore statunitense († 1964)
- 1893 - Georges Lagouge, ginnasta francese († 1970)
- 1893 - Raymond Loewy, designer statunitense († 1986)
- 1893 - Roy Stryker, economista e fotografo statunitense († 1975)
- 1894 - Antonio Callea, militare italiano († 1939)
- 1894 - Farciot Edouart, effettista statunitense († 1980)
- 1894 - Harold Innis, storico canadese († 1952)
- 1894 - René Laforgue, psichiatra e psicoanalista francese († 1962)
- 1894 - Victor de Laveleye, politico e tennista belga († 1945)
- 1894 - Benito Mosso, calciatore argentino († 1954)
- 1894 - Vincenz Müller, generale e politico tedesco († 1961)
- 1895 - Abramo Allione, produttore discografico, editore e compositore italiano († 1982)
- 1895 - Andrea Baldi, militare italiano († 1936)
- 1895 - Gé Bohlander, pallanuotista olandese († 1940)
- 1895 - Walter Gieseking, pianista e compositore francese († 1956)
- 1895 - Guido Leto, poliziotto italiano († 1956)
- 1895 - Charles MacArthur, drammaturgo, regista e sceneggiatore statunitense († 1956)
- 1895 - Boris Souvarine, politico, saggista e giornalista francese († 1984)
- 1896 - Giovanni Duca, militare e partigiano italiano († 1944)
- 1896 - Ioan Maria Duma, vescovo cattolico rumeno († 1981)
- 1896 - Filippo Pelosi, politico italiano († 1980)
- 1897 - Nikolaj Plotnikov, attore sovietico († 1979)
- 1898 - Dragutin Babić, calciatore jugoslavo († 1945)
- 1898 - Damiano da Bozzano, religioso e missionario italiano († 1997)
- 1898 - Giuseppe Fortunato Pirrone, scultore italiano († 1978)
- 1899 - Gabriele Amico Valenti, avvocato e politico italiano († 1957)
- 1899 - Forrest Lewis, attore statunitense († 1977)
- 1899 - Sándor Radó, cartografo, antifascista e agente segreto ungherese († 1981)
- 1899 - Giuseppe Valenti, militare e carabiniere italiano († 1937)
- 1900 - Rodolfo Del Minio, militare italiano († 1962)
- 1900 - Leo Giacosa, calciatore italiano
- 1900 - Philip MacDonald, scrittore britannico († 1980)
- 1900 - John Guy Porter, astronomo britannico († 1981)
- 1900 - Natalie Schafer, attrice statunitense († 1991)
- 1900 - Ethelwynn Trewavas, ittiologa britannica († 1993)
- 1900 - Ambrogio Viale, politico italiano († 1976)

## XX secolo(809)
- 1901 - Antonio Armino, politico e sindacalista italiano († 1956)
- 1901 - József Ijjas, arcivescovo cattolico ungherese († 1989)
- 1901 - Giovanni Luzzi, scrittore, poeta e commediografo italiano († 1982)
- 1902 - William Kirschbaum, nuotatore statunitense († 1953)
- 1902 - Alfred Métraux, etnologo svizzero († 1963)
- 1902 - Charles Pacôme, lottatore francese († 1978)
- 1903 - Wilhelm Fendt, alpinista tedesco († 1994)
- 1903 - H. Warner Munn, scrittore statunitense († 1981)
- 1903 - Amedeo Peyron, avvocato e politico italiano († 1965)
- 1903 - Guillermo Saavedra, calciatore cileno († 1957)
- 1904 - Brilhante, calciatore brasiliano († 1980)
- 1904 - Jānis Daliņš, marciatore lettone († 1978)
- 1904 - Ippolito Favaron, calciatore italiano
- 1905 - Bruno Gesche, militare tedesco († 1982)
- 1905 - Joel McCrea, attore statunitense († 1990)
- 1905 - Jules Pappaert, calciatore belga († 1945)
- 1905 - Giorgio Rastelli, schermidore italiano
- 1905 - Carlos Riolfo, calciatore uruguaiano († 1978)
- 1905 - Louis Rosier, pilota automobilistico francese († 1956)
- 1905 - Dmitrij Trofimovič Šepilov, politico sovietico († 1995)
- 1905 - Vernon Wallace Thomson, politico e avvocato statunitense († 1988)
- 1905 - Jack Weddle, allenatore di calcio e calciatore inglese († 1979)
- 1906 - Vincenzo Bosia, calciatore italiano († 1978)
- 1906 - Giancarlo Colombini, compositore italiano († 1991)
- 1906 - Endre Kabos, schermidore ungherese († 1944)
- 1906 - Alfonso Lissi, partigiano italiano († 1944)
- 1906 - Cleto Locatelli, pugile italiano († 1961)
- 1906 - Fred Lawrence Whipple, astronomo statunitense († 2004)
- 1907 - Allan Bohlin, attore svedese († 1959)
- 1907 - Károly Gallina, calciatore ungherese († 1986)
- 1907 - Bruno Pellizzari, pistard italiano († 1991)
- 1907 - Leonardo Spreafico, pittore italiano († 1974)
- 1908 - Sam Battaglia, mafioso statunitense († 1973)
- 1908 - Aleksej Pavlovič Sokol'skij, scacchista sovietico († 1969)
- 1909 - Palle Brunius, attore svedese († 1976)
- 1909 - Ivo Lapenna, esperantista e giurista jugoslavo († 1987)
- 1909 - Angelo Moratti, imprenditore e dirigente sportivo italiano († 1981)
- 1909 - Frank Moss, calciatore e allenatore di calcio inglese († 1970)
- 1909 - Milena Pavlović-Barili, pittrice e illustratrice serba († 1945)
- 1910 - Guglielmo Motolese, arcivescovo cattolico italiano († 2005)
- 1910 - Riccardo Poli, calciatore italiano
- 1911 - Toshio Irie, nuotatore giapponese († 1974)
- 1911 - Baby Marie Osborne, attrice statunitense († 2010)
- 1911 - Pietro Rimoldi, ciclista su strada italiano († 2000)
- 1911 - Roy Rogers, cantante e attore statunitense († 1998)
- 1911 - Maria Stader, soprano ungherese († 1999)
- 1912 - Leonardo Cilaurren, calciatore spagnolo († 1969)
- 1912 - Dominique Hoàng Văn Đoàn, vescovo cattolico vietnamita († 1974)
- 1912 - Walter Rose, calciatore tedesco († 1989)
- 1912 - Joe Stack, cestista statunitense († 1954)
- 1912 - Michail Nikolaevič Zacharov, militare sovietico († 1978)
- 1912 - Şehzade Mehmed Ertuğrul, principe ottomano († 1944)
- 1913 - Topazia Alliata, pittrice, scrittrice e gallerista italiana († 2015)
- 1913 - Guy Green, regista, sceneggiatore e direttore della fotografia inglese († 2005)
- 1913 - Vivien Leigh, attrice britannica († 1967)
- 1913 - Giulio Maier, politico italiano († 1970)
- 1913 - John McGiver, attore statunitense († 1975)
- 1913 - Dino Penazzato, politico e sindacalista italiano († 1962)
- 1913 - Sam Ruben, biochimico statunitense († 1943)
- 1913 - Jaume Sospedra, calciatore spagnolo († 1990)
- 1914 - Sasha Argov, compositore israeliano († 1995)
- 1914 - Quirino Bezzi, scrittore italiano († 1989)
- 1914 - Karl-Erik Grahn, allenatore di calcio e calciatore svedese († 1963)
- 1914 - Ugo Macera, poliziotto e funzionario italiano († 2010)
- 1914 - Emmanuel Kiwanuka Nsubuga, cardinale e arcivescovo cattolico ugandese († 1991)
- 1915 - Walter Molino, illustratore, fumettista e pittore italiano († 1997)
- 1916 - Willoughby Gray, attore inglese († 1993)
- 1916 - Bill McDonald, cestista statunitense († 1994)
- 1916 - Fernanda Romagnoli, poetessa italiana († 1986)
- 1917 - Jacqueline Auriol, aviatrice francese († 2000)
- 1917 - Kurt Gossweiler, storico e antifascista tedesco († 2017)
- 1917 - Sal Bartolo, pugile statunitense († 2002)
- 1917 - Madeleine Robinson, attrice francese († 2004)
- 1917 - Herb Scheffler, cestista e allenatore di pallacanestro statunitense († 2001)
- 1917 - Jim Taylor, calciatore e allenatore di calcio inglese († 2001)
- 1918 - Gisela Arendt, nuotatrice tedesca († 1969)
- 1918 - Alan Tilvern, attore britannico († 2003)
- 1918 - Atanasij Velykyj, storico e presbitero ucraino († 1982)
- 1919 - André Frey, calciatore francese († 2002)
- 1919 - Félix Gaillard, politico francese († 1970)
- 1919 - S. John Launer, attore statunitense († 2006)
- 1919 - Uiliami Tukuʻaho, principe tongano († 1936)
- 1919 - Horst Wende, compositore, arrangiatore e direttore d'orchestra tedesco († 1996)
- 1920 - Renato de Barbieri, violinista italiano († 1991)
- 1920 - Francesco Del Morgine, allenatore di calcio e calciatore italiano († 2008)
- 1920 - Tommy Godwin, pistard britannico († 2012)
- 1920 - Kató Havas, violinista ungherese († 2018)
- 1920 - Ugo Marchesi, politico italiano († 2014)
- 1920 - Douglass North, economista statunitense († 2015)
- 1921 - Kurt Adolff, pilota automobilistico tedesco († 2012)
- 1921 - Georges Cziffra, pianista ungherese († 1994)
- 1921 - Fawzia d'Egitto, regina egiziana († 2013)
- 1921 - Carmelo Santalco, politico italiano († 2005)
- 1921 - Antonio Tatò, politico, sindacalista e editore italiano († 1992)
- 1922 - Nino Ippolito, compositore e direttore di banda italiano († 2011)
- 1922 - María Isabel Rodríguez, politica e medica salvadoregna
- 1923 - Rudolf Augstein, giornalista, scrittore e politico tedesco († 2002)
- 1923 - Luigi Aurigemma, filosofo, psicoanalista e scrittore italiano († 2007)
- 1923 - Giorgio Bellani, giornalista e telecronista sportivo italiano († 1969)
- 1923 - Biserka Cvejić, mezzosoprano serbo († 2021)
- 1923 - Thomas Flanagan, scrittore statunitense († 2002)
- 1923 - Fred Sheffield, cestista statunitense († 2009)
- 1924 - Mario Grasselli, scrittore e saggista italiano († 2019)
- 1924 - Giuseppe Maiani, antifascista, partigiano e politico sammarinese († 2016)
- 1924 - Karel Saitl, sollevatore cecoslovacco († 2020)
- 1924 - Ingrid Sandahl, ginnasta svedese († 2011)
- 1925 - Robert Gardner, antropologo e regista statunitense († 2014)
- 1926 - John Berger, critico d'arte, scrittore e pittore britannico († 2017)
- 1926 - Zygmunt Chychła, pugile polacco († 2009)
- 1926 - Antonio De Vitis, ex calciatore italiano
- 1926 - Victoria Gray Adams, attivista statunitense († 2006)
- 1927 - Hirotsugu Akaike, statistico giapponese († 2009)
- 1927 - Pietro D'Ignazio, politico italiano († 2016)
- 1927 - Benjamin Franklin Meyer, presbitero, teologo e storico delle religioni statunitense († 1995)
- 1927 - Vibhuti Narayan Singh, principe indiano († 2000)
- 1928 - Ignazio Delogu, scrittore e traduttore italiano († 2011)
- 1928 - Devy Erlih, violinista e docente francese († 2012)
- 1929 - Lennart Johansson, dirigente sportivo svedese († 2019)
- 1929 - John Nettleton, attore britannico († 2023)
- 1929 - Marie-Josèphe Yoyotte, montatrice francese († 2017)
- 1930 - John Frank Adams, matematico inglese († 1989)
- 1930 - James Guy Barrett, calciatore inglese († 2014)
- 1930 - Licia Bradamante, cestista italiana († 2016)
- 1930 - Richard Davalos, attore statunitense († 2016)
- 1930 - Emilio Gagliardo, matematico italiano († 2008)
- 1930 - Clifford Irving, scrittore statunitense († 2017)
- 1930 - Raphael Mechoulam, biologo e chimico israeliano († 2023)
- 1930 - Hans Mommsen, storico tedesco († 2015)
- 1930 - Vladimir Stogov, sollevatore sovietico († 2005)
- 1931 - Sergio Larrain, fotografo cileno († 2012)
- 1931 - John Morris, avvocato e politico britannico († 2023)
- 1931 - Charles Taylor, filosofo canadese
- 1931 - Ike Turner, cantante e musicista statunitense († 2007)
- 1932 - Ed Badger, allenatore di pallacanestro e dirigente sportivo statunitense
- 1932 - Adalberto Baldoni, giornalista, saggista e politico italiano
- 1932 - Bao Tong, politico cinese († 2022)
- 1932 - Bill Bonanno, criminale e scrittore statunitense († 2008)
- 1932 - Angelo Camis, compositore, paroliere e produttore discografico italiano
- 1932 - Vic Groves, calciatore inglese († 2015)
- 1932 - Algirdas Lauritėnas, cestista sovietico († 2001)
- 1932 - Ernst Oberaigner, sciatore alpino e allenatore di sci alpino austriaco († 2023)
- 1932 - Sadako Yamashita, nuotatrice giapponese
- 1933 - Herb Edelman, attore statunitense († 1996)
- 1933 - Giuseppe Ogna, pistard e ciclista su strada italiano († 2010)
- 1933 - Gaetano Riina, mafioso italiano († 2024)
- 1933 - Antti Tyrväinen, biatleta finlandese († 2013)
- 1934 - Victor Argo, attore statunitense († 2004)
- 1934 - Bobby Burke, ex calciatore nordirlandese
- 1934 - Benito Cocchi, arcivescovo cattolico italiano († 2016)
- 1934 - Pino Di Modugno, musicista italiano
- 1934 - Kjell Hallbing, scrittore norvegese († 2004)
- 1934 - Kira Muratova, regista cinematografica e sceneggiatrice moldava († 2018)
- 1935 - David Battley, attore e comico britannico († 2003)
- 1935 - Franco Clivio, paroliere e scrittore italiano († 2016)
- 1935 - Frank DeCicco, mafioso statunitense († 1986)
- 1935 - Danny Kamekona, attore statunitense († 1996)
- 1935 - Ernesto Maggi, politico italiano
- 1935 - Nicholas Maw, compositore e musicista britannico († 2009)
- 1935 - Osvaldo Raineri, presbitero e orientalista italiano
- 1935 - Lindsay Shonteff, regista, produttore cinematografico e sceneggiatore canadese († 2006)
- 1935 - Francesco Tagliarini, politico e avvocato italiano († 2025)
- 1935 - Christopher Wood, scrittore e sceneggiatore britannico († 2015)
- 1936 - Robert Assaraf, storico marocchino († 2018)
- 1936 - Giorgio Callegari, presbitero e sociologo italiano († 2003)
- 1936 - Josef Nairz, ex bobbista austriaco
- 1936 - Mario Orfini, produttore cinematografico, produttore televisivo e sceneggiatore italiano
- 1936 - Uwe Seeler, calciatore e dirigente sportivo tedesco († 2022)
- 1936 - Ivan Stambolić, politico serbo († 2000)
- 1936 - Gianni Vasino, giornalista, scrittore e conduttore televisivo italiano († 2025)
- 1937 - György Csete, architetto ungherese († 2016)
- 1937 - Giorgio Tornati, politico italiano
- 1937 - Ted Wong, artista marziale statunitense († 2010)
- 1937 - Harris Yulin, attore statunitense († 2025)
- 1938 - Joe Dassin, cantante e compositore statunitense († 1980)
- 1938 - Guglielmo Forni Rosa, storico della filosofia italiano
- 1938 - Radivoj Korać, cestista jugoslavo († 1969)
- 1938 - César Luis Menotti, calciatore, allenatore di calcio e dirigente sportivo argentino († 2024)
- 1938 - Pierluigi Sangalli, fumettista e disegnatore italiano († 2025)
- 1938 - Jim Steranko, fumettista e scrittore statunitense
- 1938 - Eugene Ulrich, docente statunitense
- 1939 - Giorgio Biavati, attore italiano
- 1939 - James Melcher, schermidore statunitense († 2023)
- 1939 - Jan Nowicki, attore polacco († 2022)
- 1939 - Franco Politano, politico italiano († 2009)
- 1939 - Lobsang Tenzin, monaco buddhista e politico tibetano
- 1940 - Hamid Bénani, regista, sceneggiatore e scrittore marocchino
- 1940 - Maria Clelia Cardona, poetessa, scrittrice e traduttrice italiana († 2024)
- 1940 - Luisa Morgantini, politica italiana
- 1940 - Enzo Moser, ciclista su strada e dirigente sportivo italiano († 2008)
- 1940 - Giulio Paolini, artista, pittore e scultore italiano
- 1940 - Jaime Roldós Aguilera, politico ecuadoriano († 1981)
- 1940 - Ryoo Chang-kil, ex calciatore nordcoreano
- 1940 - Carlos Sevillano, ex cestista spagnolo
- 1940 - Elke Sommer, attrice, cantante e pittrice tedesca
- 1941 - Heinz-Jürgen Bothe, ex canottiere tedesco
- 1941 - Emilio Casalini, ciclista su strada italiano († 2024)
- 1941 - Art Garfunkel, cantautore e attore statunitense
- 1941 - Claudio Gnesutta, economista italiano
- 1941 - Nikolaj Jakovenko, lottatore sovietico († 2006)
- 1941 - Simon Langton, regista e produttore televisivo britannico
- 1941 - Bernard Miège, saggista francese
- 1941 - Ion Pîrcălab, ex calciatore rumeno
- 1941 - Yoshiyuki Tomino, scrittore e regista giapponese
- 1942 - Pierangelo Bertoli, cantautore italiano († 2002)
- 1942 - Luís Alberto Alves Severino, allenatore di calcio e ex calciatore brasiliano
- 1942 - Elías Tolentino, cestista filippino († 2017)
- 1942 - Frederica Wilson, politica statunitense
- 1943 - Robinio Costi, politico italiano
- 1943 - Franco Del Prete, batterista e paroliere italiano († 2020)
- 1943 - Sepp Heckelmiller, ex sciatore alpino tedesco
- 1943 - Sam Shepard, drammaturgo, attore e sceneggiatore statunitense († 2017)
- 1943 - Julio Toro, ex cestista e allenatore di pallacanestro portoricano
- 1944 - Daniel Arasse, storico dell'arte francese († 2003)
- 1944 - Michaël Denard, ballerino e attore francese († 2023)
- 1944 - Onufrij di Kiev, arcivescovo ortodosso ucraino
- 1944 - Samy Pavel, attore, regista e scrittore egiziano
- 1944 - Lil Terselius, attrice svedese († 2021)
- 1944 - Allan Watson, ex calciatore e ex giocatore di football americano gallese
- 1944 - Bob Weltlich, allenatore di pallacanestro statunitense
- 1945 - Svetlana Čirkova, ex schermitrice sovietica
- 1945 - Ron Foxcroft, ex arbitro di pallacanestro e inventore canadese
- 1945 - Richard Holmes, scrittore e biografo britannico
- 1945 - Peter Pace, generale statunitense
- 1945 - Maria Grazia Pagano, politica italiana († 2022)
- 1945 - Aleka Paparīga, politica greca
- 1945 - Cynthia A. Pratt, politica bahamense
- 1945 - Nikolaj Tanaev, politico kirghiso († 2020)
- 1946 - Herman Brood, cantautore olandese († 2001)
- 1946 - Narcis Coman, ex calciatore rumeno
- 1946 - Loleatta Holloway, cantante statunitense († 2011)
- 1946 - Al Karlander, hockeista su ghiaccio canadese
- 1946 - Gram Parsons, cantautore, chitarrista e pianista statunitense († 1973)
- 1946 - Benedito Roberto, arcivescovo cattolico angolano († 2020)
- 1947 - Nenad Bjeković, allenatore di calcio e ex calciatore jugoslavo
- 1947 - Partha Chatterjee, sociologo indiano
- 1947 - Manana Doijachvili, pianista e insegnante georgiana († 2023)
- 1947 - Franco Trappoli, politico italiano
- 1947 - Reima Virtanen, ex pugile finlandese
- 1948 - Robert Cenker, ex astronauta e ingegnere statunitense
- 1948 - Federico Fauttilli, ex politico italiano
- 1948 - Janusz Gortat, pugile polacco († 2023)
- 1948 - Peter Hammill, cantautore, tastierista e polistrumentista britannico
- 1948 - Britt Lafforgue, ex sciatrice alpina francese
- 1948 - Ingrid Lafforgue, ex sciatrice alpina francese
- 1948 - Bernard-Henri Lévy, filosofo, giornalista e saggista francese
- 1948 - Donnie McDougall, chitarrista e compositore canadese
- 1948 - Raffaele Morelli, psichiatra, psicoterapeuta e saggista italiano
- 1948 - William Phillips, fisico statunitense
- 1948 - Yves Krattinger, politico francese
- 1949 - Angelo Compagnon, politico italiano
- 1949 - Serge Gruzinski, storico francese
- 1949 - Emilio Nessi, giornalista italiano († 2009)
- 1949 - Armin Shimerman, attore e doppiatore statunitense
- 1949 - Federico Tavan, poeta italiano († 2013)
- 1950 - Chung Sye-kyun, politico sudcoreano
- 1950 - Gary Fisher, ciclista su strada statunitense
- 1950 - Rod Freeman, ex cestista statunitense
- 1950 - Thorbjørn Jagland, politico norvegese
- 1950 - Masoud Khalili, diplomatico e poeta afghano
- 1950 - Luis Molteni, attore italiano († 2024)
- 1950 - Susan Nattrass, tiratrice a volo canadese
- 1950 - John Charles Wester, arcivescovo cattolico statunitense
- 1951 - Mari Amachi, cantante giapponese
- 1951 - Tony Evers, politico statunitense
- 1951 - Elizabeth Kemp, attrice statunitense († 2017)
- 1951 - Vladimir Kiškun, ex astista sovietico
- 1951 - Bonnie MacBird, attrice, produttrice cinematografica e sceneggiatrice statunitense
- 1951 - Pierre Mankowski, ex calciatore e allenatore di calcio francese
- 1951 - Antolín Ortega, ex calciatore spagnolo
- 1951 - Hanns-Josef Ortheil, scrittore, sceneggiatore e germanista tedesco
- 1951 - Ettore Palmiro Pedroni, politico italiano
- 1952 - Goffredo Bettini, politico italiano
- 1952 - Oleg Blochin, ex calciatore e allenatore di calcio sovietico
- 1952 - Danival, ex calciatore brasiliano
- 1952 - Cyryl Klimowicz, vescovo cattolico bielorusso
- 1952 - Teresa Rabal, attrice spagnola
- 1952 - Giorgio Repetto, dirigente sportivo, allenatore di calcio e ex calciatore italiano
- 1952 - Oley Sassone, regista statunitense
- 1952 - Vandana Shiva, attivista e ambientalista indiana
- 1952 - Wolfgang Speidel, entomologo tedesco
- 1952 - Bill Walton, cestista statunitense († 2024)
- 1953 - Aurelio Andreazzoli, allenatore di calcio italiano
- 1953 - Francesco Cascioli, giornalista, scrittore e illustratore italiano († 2010)
- 1953 - Hugo Corro, pugile argentino († 2007)
- 1953 - Joyce Maynard, giornalista e scrittrice statunitense
- 1953 - Howard McGillin, attore e cantante statunitense
- 1953 - Nicholas Sekunda, grecista e archeologo polacco
- 1954 - Chef Tony, personaggio televisivo statunitense
- 1954 - Caterina Chinnici, magistrata e politica italiana
- 1954 - Vincenzo D'Amico, calciatore, allenatore di calcio e dirigente sportivo italiano († 2023)
- 1954 - Mike Gabriel, animatore, sceneggiatore e regista statunitense
- 1954 - Alvin Gentry, allenatore di pallacanestro statunitense
- 1954 - Shigemi Ikeda, direttore artistico giapponese († 2024)
- 1954 - Pino Ippolito Armino, scrittore e saggista italiano
- 1954 - Rory MacLean, scrittore canadese
- 1954 - Larry Moffett, cestista statunitense († 2011)
- 1954 - Johanna Raunio, modella e attrice finlandese
- 1954 - Anna Rusticano, cantante italiana
- 1954 - Alejandro Sabella, calciatore e allenatore di calcio argentino († 2020)
- 1954 - Jeffrey Sachs, economista e saggista statunitense
- 1955 - Maurizio Baldassarri, carabiniere italiano († 1997)
- 1955 - Dennis Boyd, ex giocatore di football americano statunitense
- 1955 - Claire M. Fraser, microbiologa statunitense
- 1955 - Ulrich Hahn, ex slittinista tedesco orientale
- 1955 - Kris Jenner, personaggio televisivo, socialite e imprenditrice statunitense
- 1955 - Roberta Paladini, attrice, doppiatrice e direttrice del doppiaggio italiana
- 1955 - Nestor Serrano, attore statunitense
- 1955 - Misael Vacca Ramírez, arcivescovo cattolico colombiano
- 1955 - Francisca Van Dunem, avvocata e politica angolana
- 1955 - Christian Vincent, regista e sceneggiatore francese
- 1955 - Martin Winter, canottiere tedesco († 1988)
- 1955 - Óscar Wirth, ex calciatore cileno
- 1956 - Emilio Commisso, allenatore di calcio e ex calciatore argentino
- 1956 - Rob Fisher, tastierista e cantautore britannico († 1999)
- 1956 - Otis Howard, ex cestista statunitense
- 1956 - Larry Knight, ex cestista statunitense
- 1956 - Jeff Watson, chitarrista statunitense
- 1957 - Anette Bøe, ex fondista e hockeista su ghiaccio norvegese
- 1957 - Paolo Branca, orientalista, islamista e arabista italiano
- 1957 - Giuseppe Emmanuele, musicista, compositore e arrangiatore italiana
- 1957 - Jon-Erik Hexum, attore e modello statunitense († 1984)
- 1957 - Carlton W. Kent, ex militare statunitense
- 1957 - Francesco Lo Voi, magistrato italiano
- 1957 - Lucia Martinelli, biologa italiana
- 1957 - Umberto Pasti, scrittore e botanico italiano
- 1957 - Gianni Poli, ex maratoneta italiano
- 1957 - Kellen Winslow, giocatore di football americano statunitense
- 1958 - Robin Barton, mercante d'arte britannico
- 1958 - Maria Martinelli, regista e produttrice cinematografica italiana
- 1958 - Sara Netanyahu, psicologa e educatrice israeliana
- 1958 - Ghibli, cantautore e chitarrista italiano
- 1958 - Robert Patrick, attore statunitense
- 1958 - María Elena Ramírez, ex cestista messicana
- 1958 - Tobias Schliessler, direttore della fotografia tedesco
- 1959 - Bryan Adams, cantautore, musicista e fotografo canadese
- 1959 - Tomo Česen, alpinista sloveno
- 1959 - Juan Forn, scrittore e traduttore argentino († 2021)
- 1959 - Pierce O'Leary, ex calciatore irlandese
- 1959 - Hidetoshi Omori, disegnatore e animatore giapponese
- 1959 - Drago Paripović, maratoneta croato
- 1959 - Manfred Pinzger, politico italiano
- 1959 - Mark Smith, cestista statunitense († 2001)
- 1959 - Wendy Smith-Sly, ex mezzofondista britannica
- 1960 - Gérard Buscher, allenatore di calcio e ex calciatore francese
- 1960 - Paola Dominguín, attrice, imprenditrice e stilista spagnola
- 1960 - Alain Geiger, allenatore di calcio e ex calciatore svizzero
- 1960 - Yannis Ginosatis, fumettista greco
- 1960 - Pietro Langella, politico italiano
- 1960 - Teresa Mo, attrice cinese
- 1960 - Tilda Swinton, attrice britannica
- 1960 - Mark West, ex cestista, allenatore di pallacanestro e dirigente sportivo statunitense
- 1961 - György Bognár, allenatore di calcio e ex calciatore ungherese
- 1961 - Charles Hobaugh, ex astronauta statunitense
- 1961 - Joo Hyun-mi, cantante sudcoreana
- 1961 - Alan Kristmanson, ex cestista canadese
- 1961 - Andrea Manzo, allenatore di calcio e ex calciatore italiano
- 1961 - Gina Mastrogiacomo, attrice statunitense († 2001)
- 1961 - Eugen Moldovan, allenatore di calcio e ex calciatore rumeno
- 1961 - Alan Poindexter, astronauta statunitense († 2012)
- 1961 - Helmut de Raaf, allenatore di hockey su ghiaccio, dirigente sportivo e ex hockeista su ghiaccio tedesco
- 1961 - Denis Roux, dirigente sportivo e ex ciclista su strada francese
- 1961 - Masaaki Ōkura, doppiatore e danzatore giapponese
- 1962 - Steve Burtt, ex cestista statunitense
- 1962 - Alvin Drew, ex astronauta statunitense
- 1962 - Jamie Fobert, architetto e designer britannico
- 1962 - Michael Gaston, attore statunitense
- 1962 - Domenico Loparco, bassista italiano
- 1962 - Marcus J. Ranum, informatico statunitense
- 1962 - Geir Rönning, cantante norvegese
- 1962 - Steve Wacholz, batterista statunitense
- 1963 - Dan Bingenheimer, ex cestista statunitense
- 1963 - Andrea Buscemi, attore, regista teatrale e conduttore televisivo italiano
- 1963 - Hans Gillhaus, ex calciatore olandese
- 1963 - Vladimir Kuznecov, ex sollevatore sovietico
- 1963 - Yair Lapid, giornalista, scrittore e politico israeliano
- 1963 - Andrea McArdle, attrice e cantante statunitense
- 1963 - Tatum O'Neal, attrice statunitense
- 1963 - Jean-Pierre Papin, dirigente sportivo, allenatore di calcio e ex calciatore francese
- 1963 - Fabio Porta, politico italiano
- 1963 - Brian Wheat, bassista, compositore e produttore discografico statunitense
- 1964 - Abdelkader El Brazi, calciatore marocchino († 2014)
- 1964 - Chieko Homma, ex calciatrice giapponese
- 1964 - Famke Janssen, attrice e ex modella olandese
- 1964 - Lisa Kleypas, scrittrice statunitense
- 1964 - Alina Marazzi, regista italiana
- 1964 - Abedi Pelé, dirigente sportivo, allenatore di calcio e ex calciatore ghanese
- 1964 - Eduardo Sánchez, ex giocatore di calcio a 5 spagnolo
- 1965 - Andrew Crosby, ex canottiere canadese
- 1965 - Bradley Fuller, produttore cinematografico statunitense
- 1965 - Atul Gawande, medico, chirurgo e giornalista statunitense
- 1965 - Paris Grey, cantante statunitense
- 1965 - Peter Kjær, ex calciatore danese
- 1965 - Kubrat di Bulgaria, principe bulgaro
- 1965 - Angelo Moore, cantante statunitense
- 1965 - Agnese Nano, attrice italiana
- 1965 - Andrea Poltronieri, sassofonista, polistrumentista e cantante italiano
- 1965 - Mauro Tabasso, compositore, arrangiatore e direttore d'orchestra italiano
- 1965 - Michael Tritscher, ex sciatore alpino austriaco
- 1965 - Joe Wallace, ex cestista statunitense
- 1966 - Ahn Byeong-ki, regista, produttore cinematografico e sceneggiatore sudcoreano
- 1966 - Dario Bottaro, ex ciclista su strada italiano
- 1966 - Nicola Calandrini, politico italiano
- 1966 - Pavol Gostic, ex calciatore slovacco
- 1966 - Alexander Graf Lambsdorff, politico e diplomatico tedesco
- 1966 - Urmas Kirs, allenatore di calcio e ex calciatore estone
- 1966 - Fernando Mendes, ex calciatore portoghese
- 1966 - Nayim, allenatore di calcio e ex calciatore spagnolo
- 1966 - Van Williams, batterista statunitense
- 1967 - Colette Brand, ex sciatrice freestyle svizzera
- 1967 - Erika Dobosiewicz, violinista e musicista polacca († 2023)
- 1967 - Duilio Forte, artista e architetto italiano
- 1967 - Ia Genberg, scrittrice e giornalista svedese
- 1967 - Silvia La Fratta, ex tennista italiana
- 1967 - Frank Pollack, ex giocatore di football americano e allenatore di football americano statunitense
- 1967 - Judy Reyes, attrice statunitense
- 1967 - Dorota Słomińska, schermitrice polacca
- 1967 - Percy Snow, ex giocatore di football americano statunitense
- 1967 - Kayah, modella e cantante polacca
- 1968 - Nicoleta Alexandru, cantante rumena
- 1968 - J.D. Evermore, attore statunitense
- 1968 - Seth Gilliam, attore statunitense
- 1968 - René Lavan, attore cubano
- 1968 - Alessandro Morello, allenatore di calcio e ex calciatore italiano
- 1968 - Alberto Ramírez Dioses, ex calciatore peruviano
- 1968 - Sam Rockwell, attore statunitense
- 1968 - Juan Rosa, ex cestista spagnolo
- 1968 - Aitana Sánchez-Gijón, attrice spagnola
- 1968 - Ion Vlădoiu, ex calciatore rumeno
- 1968 - Penny Wong, politica australiana
- 1969 - Martin Heeb, ex calciatore liechtensteinese
- 1969 - Javier Juárez, allenatore di pallacanestro spagnolo
- 1969 - Li Xin, ex cestista e allenatrice di pallacanestro cinese
- 1969 - Francisco Montana, ex tennista statunitense
- 1969 - Ildikó Mádl, scacchista ungherese
- 1969 - Alen Petrović, ex calciatore croato
- 1969 - Stephanie Rehe, ex tennista statunitense
- 1969 - Corrado Rollero, pianista, compositore e poeta italiano († 2000)
- 1970 - Laurent D'Jaffo, ex calciatore beninese
- 1970 - Andrew Sean Greer, scrittore statunitense
- 1970 - Jung Jae-kwon, ex calciatore sudcoreano
- 1970 - Sjarhej Lištvan, ex lottatore bielorusso
- 1970 - Shaun Murphy, ex calciatore australiano
- 1970 - Tamzin Outhwaite, attrice britannica
- 1970 - Allan Oviedo, ex calciatore costaricano
- 1970 - Mario Reiter, ex sciatore alpino austriaco
- 1970 - Giuseppe Setola, mafioso italiano
- 1970 - Marcos Sorato, allenatore di calcio a 5 e ex giocatore di calcio a 5 brasiliano
- 1970 - Ol'ga Vedjaševa, ex sciatrice alpina kazaka
- 1970 - Peredur ap Gwynedd, chitarrista gallese
- 1971 - Todd Collins, ex giocatore di football americano statunitense
- 1971 - Rana Dasgupta, scrittore britannico
- 1971 - Jonny Greenwood, polistrumentista e compositore inglese
- 1971 - Rob Jones, ex calciatore inglese
- 1971 - Fernando Nélson, ex calciatore portoghese
- 1971 - Corin Nemec, attore statunitense
- 1971 - Timmo Niesner, attore e doppiatore tedesco
- 1971 - Walter Nones, alpinista italiano († 2010)
- 1971 - Roberto Pasolini, religioso, presbitero e predicatore italiano
- 1971 - Erick Walder, ex lunghista statunitense
- 1972 - Krasimir Avramov, cantante bulgaro
- 1972 - Neil Cowley, pianista e compositore britannico
- 1972 - Rassie Erasmus, ex rugbista a 15 e allenatore di rugby a 15 sudafricano
- 1972 - Ben Graves, batterista statunitense († 2018)
- 1972 - Petra Loreggian, conduttrice radiofonica e conduttrice televisiva italiana
- 1972 - Syed Sabir Pasha, ex calciatore e allenatore di calcio indiano
- 1972 - Angelo Schirinzi, giocatore di beach soccer e allenatore di calcio svizzero
- 1972 - Zhang Xiangsen, ex sollevatore cinese
- 1973 - Christian Alverdi, ex calciatore lussemburghese
- 1973 - Dušan Bocevski, ex cestista macedone
- 1973 - Fabrizio Bosso, trombettista italiano
- 1973 - Gadi Brumer, ex calciatore sudafricano
- 1973 - James Collins, ex cestista statunitense
- 1973 - Johnny Damon, ex giocatore di baseball statunitense
- 1973 - Albert Espinosa, scrittore, regista e sceneggiatore spagnolo
- 1973 - Aleksej Jašin, ex hockeista su ghiaccio russo
- 1973 - Marco Magni, pallamanista italiano
- 1973 - Eliseo Martín, ex siepista spagnolo
- 1973 - Koos Moerenhout, dirigente sportivo e ex ciclista su strada olandese
- 1973 - Francisco Mosquera, ex calciatore colombiano
- 1973 - Astou Ndiaye, ex cestista e allenatrice di pallacanestro senegalese
- 1973 - Bosco Ntaganda, militare e criminale di guerra della Repubblica Democratica del Congo
- 1973 - Simone Salvati, ex snowboarder italiano
- 1973 - Nichole Van Croft, modella e attrice statunitense († 2018)
- 1973 - Gavin Wilkinson, ex calciatore neozelandese
- 1974 - Ryan Adams, cantautore e chitarrista statunitense
- 1974 - Ahmed Adel, ex calciatore emiratino
- 1974 - Wesley Bell, politico statunitense
- 1974 - Marcos Bernardi, ex giocatore di calcio a 5 brasiliano
- 1974 - Susana Chávez, poetessa e attivista messicana († 2011)
- 1974 - Angela Gossow, cantante tedesca
- 1974 - Kedra Holland-Corn, ex cestista statunitense
- 1974 - Dado Pršo, ex calciatore croato
- 1974 - Lorenzo Quadri, politico svizzero
- 1974 - Taine Randell, ex rugbista a 15 e dirigente d'azienda neozelandese
- 1974 - Jane Saville, ex marciatrice australiana
- 1974 - Jerry Stackhouse, ex cestista e allenatore di pallacanestro statunitense
- 1974 - Chris Sununu, politico statunitense
- 1975 - Angela Đelmiš, ex cestista serba
- 1975 - Moreno Di Biase, ex ciclista su strada italiano
- 1975 - Giorgi Gakhokidze, ex calciatore georgiano
- 1975 - Francisco Tomás García, ex ciclista su strada spagnolo
- 1975 - David Gibson, ex giocatore di football americano statunitense
- 1975 - Velvet, cantante svedese
- 1975 - Ryszard Pilarczyk, ex velocista polacco
- 1975 - Julie Pullin, ex tennista britannica
- 1975 - Lisa Scott-Lee, cantante britannica
- 1975 - Keala Settle, attrice e cantante statunitense
- 1975 - Trecia Smith, triplista giamaicana
- 1975 - Anatoli Zourpenko, cestista russo († 2022)
- 1976 - Tetsurō Araki, regista giapponese
- 1976 - Sebastian Arcelus, attore statunitense
- 1976 - Kenji Inoue, ex lottatore giapponese
- 1976 - Riccardo Lorenzone, sciatore d'erba italiano
- 1976 - Samuel Page, attore statunitense
- 1976 - Ben Quayle, politico e avvocato statunitense
- 1976 - Oleh Šelajev, ex calciatore ucraino
- 1976 - V″jačeslav Sviders'kyj, ex calciatore ucraino
- 1976 - Ken'ichirō Takaki, autore di videogiochi giapponese
- 1976 - Tom Wideman, ex cestista statunitense
- 1977 - Cristian Biancone, ex calciatore italiano
- 1977 - Alberto Cogorro, ex giocatore di calcio a 5 spagnolo
- 1977 - Mihai Covaliu, schermidore rumeno
- 1977 - Giuseppe De Bellis, giornalista italiano
- 1977 - Dragiša Drobnjak, ex cestista e allenatore di pallacanestro sloveno
- 1977 - Pink Hanamori, fumettista giapponese
- 1977 - Yonas Kifle, mezzofondista e maratoneta eritreo
- 1977 - Elisabetta Marin, ex giavellottista italiana
- 1977 - Jamie Redd, ex cestista e allenatrice di pallacanestro statunitense
- 1977 - Brittney Skye, ex attrice pornografica statunitense
- 1977 - Petr Švancara, ex calciatore ceco
- 1977 - Min-Liang Tan, imprenditore e dirigente d'azienda singaporiano
- 1977 - Maarten Tjallingii, ex ciclista su strada olandese
- 1977 - Lucas Victoriano, ex cestista e allenatore di pallacanestro argentino
- 1977 - Richard Wright, allenatore di calcio e ex calciatore inglese
- 1978 - Sara Berger, storica tedesca
- 1978 - Michalīs Chatzīgiannīs, cantante cipriota
- 1978 - Ana Bacalhau, cantante portoghese
- 1978 - Katie Dunn, ex sciatrice alpina canadese
- 1978 - Gerard Fraser, allenatore di rugby a 15 e ex rugbista a 15 neozelandese
- 1978 - Sonja Fuss, ex calciatrice tedesca
- 1978 - Gian Maria Gabbiani, pilota automobilistico e personaggio televisivo italiano
- 1978 - Jozef Karika, scrittore e pubblicista slovacco
- 1978 - Dean Oliver, ex cestista e allenatore di pallacanestro statunitense
- 1978 - Xavier Tondó, ciclista su strada spagnolo († 2011)
- 1978 - Luigi Viale, velista italiano
- 1978 - Bubba Watson, golfista statunitense
- 1979 - Radosław Baran, lottatore polacco
- 1979 - Hank Harris, attore statunitense
- 1979 - Paolo Mariotti, ex calciatore sammarinese
- 1979 - Keith McLeod, ex cestista statunitense
- 1979 - Patrick Owomoyela, ex calciatore tedesco
- 1979 - Nao Shikata, ex calciatrice giapponese
- 1979 - Steven Slocum, wrestler statunitense
- 1979 - David Suazo, allenatore di calcio e ex calciatore honduregno
- 1979 - Tarek Boudali, attore, regista e sceneggiatore francese
- 1980 - Sayed Mahmood Jalal, calciatore bahreinita
- 1980 - Irena Borecká, ex cestista ceca
- 1980 - Giancarlo Costanzo, ex pallamanista italiano
- 1980 - Antonella Del Core, ex pallavolista italiana
- 1980 - Eva González, modella e conduttrice televisiva spagnola
- 1980 - Luke Hemsworth, attore australiano
- 1980 - Masako Ishida, fondista giapponese
- 1980 - Ranisav Jovanović, ex calciatore tedesco
- 1980 - Ibrahim Maalouf, trombettista e compositore libanese
- 1980 - Agron Memedi, ex calciatore macedone
- 1980 - Christoph Metzelder, ex calciatore tedesco
- 1980 - Aaron Moorehead, ex giocatore di football americano statunitense
- 1980 - Deborah Morese, doppiatrice e conduttrice televisiva italiana
- 1980 - Mustafa Sarp, allenatore di calcio e ex calciatore turco
- 1980 - Geneviève Simard, ex sciatrice alpina canadese
- 1980 - David Solórzano, calciatore nicaraguense
- 1980 - Jordi Trias, ex cestista spagnolo
- 1980 - Feride Çetin, attrice turca
- 1981 - Marios Antōniou, ex calciatore cipriota
- 1981 - Džemal Berberović, ex calciatore bosniaco
- 1981 - Flavio Cannone, ginnasta italiano
- 1981 - Reyjavick De Gracia, ex cestista panamense
- 1981 - Alexis Jemal, schermitrice statunitense
- 1981 - Hiromichi Kunikawa, pilota motociclistico giapponese
- 1981 - Matt Oates, regista, sceneggiatore e produttore cinematografico statunitense
- 1981 - Ksenija Sobčak, politica, conduttrice televisiva e giornalista russa
- 1981 - José Luis Villanueva, ex calciatore cileno
- 1981 - Ashley Walden, ex slittinista statunitense
- 1981 - Valerio la Martire, scrittore italiano
- 1982 - Zbigniew Białek, ex cestista polacco
- 1982 - Daniele Fabbri, comico, sceneggiatore e fumettista italiano
- 1982 - Chris Garneau, cantautore e musicista statunitense
- 1982 - Han Ji-min, attrice sudcoreana
- 1982 - Noemi Iezzi, ex ginnasta italiana
- 1982 - Uzodinma Iweala, scrittore e medico statunitense
- 1982 - Théodore Pian, calciatore francese
- 1982 - Rob Swire, cantante, polistrumentista e produttore discografico australiano
- 1982 - Matthew Williams, ex calciatore gallese
- 1983 - Elena Amato, ex ginnasta italiana
- 1983 - Iñaki Astiz, ex calciatore spagnolo
- 1983 - Choi Yeon-sung, videogiocatore sudcoreano
- 1983 - Alexa Chung, modella e conduttrice televisiva britannica
- 1983 - Jeromey Clary, giocatore di football americano statunitense
- 1983 - Junius Coston, giocatore di football americano statunitense
- 1983 - Mike Hanke, ex calciatore tedesco
- 1983 - Jéferson Luis Correa Carpes, giocatore di calcio a 5 brasiliano
- 1983 - Miguel Minhava, ex cestista portoghese
- 1983 - Yusuf Mohamed, ex calciatore nigeriano
- 1983 - Rommel Murillo, calciatore honduregno
- 1983 - Nedu Onyeuku, cestista nigeriano († 2012)
- 1983 - Primo Reggiani, attore italiano
- 1983 - Pita Taufatofua, taekwondoka e fondista tongano
- 1984 - Deniz Akkoyun, modella olandese
- 1984 - Baruto Kaito, lottatore di sumo e politico estone
- 1984 - Nick Folk, giocatore di football americano statunitense
- 1984 - Eliud Kipchoge, maratoneta e mezzofondista keniota
- 1984 - Martin Mortensen, ex ciclista su strada danese
- 1984 - Nick Tandy, pilota automobilistico britannico
- 1984 - Jim Thompson, rugbista a 15 britannico
- 1984 - Luka Žorić, ex cestista croato
- 1984 - Nikolaj Žerdev, hockeista su ghiaccio ucraino
- 1985 - Jean-Baptiste Akassou, calciatore ivoriano
- 1985 - Simone Borrelli, attore, regista e cantautore italiano
- 1985 - Alexandre Bouillot, ex sciatore alpino francese
- 1985 - Kate DeAraugo, cantante australiana
- 1985 - Charlenne Domínguez, pallavolista portoricana
- 1985 - Alo Dupikov, calciatore estone
- 1985 - Rimo Hunt, calciatore estone
- 1985 - Ol'ga Kučerenko, lunghista russa
- 1985 - Giulia Lapi, nuotatrice artistica italiana
- 1985 - Lina Rabea Mohr, attrice e doppiatrice tedesca
- 1985 - Víctor Rossel, calciatore peruviano
- 1985 - Santtu-Matias Rouvali, direttore d'orchestra e percussionista finlandese
- 1985 - Jacopo Sipari di Pescasseroli, direttore d'orchestra italiano
- 1985 - Kōki Tanaka, cantante e attore giapponese
- 1985 - Volker Wodzich, taekwondoka tedesco
- 1985 - Zdeněk Zlámal, calciatore ceco
- 1986 - Alexander Andergassen, ex hockeista su ghiaccio italiano
- 1986 - Thomas Bertels, allenatore di calcio e ex calciatore tedesco
- 1986 - BoA, cantante sudcoreana
- 1986 - Liliana Cá, discobola portoghese
- 1986 - Leandro Castán, ex calciatore brasiliano
- 1986 - Giulia Decordi, ex pallavolista italiana
- 1986 - Adam Dickinson, calciatore e allenatore di calcio inglese
- 1986 - Fisher, disc jockey australiano
- 1986 - Matthew Goss, ex ciclista su strada e pistard australiano
- 1986 - Ivan Janjušević, ex calciatore montenegrino
- 1986 - Mustafa Kučuković, ex calciatore tedesco
- 1986 - Ian Mahinmi, ex cestista francese
- 1986 - Edu Oriol, ex calciatore spagnolo
- 1986 - Joan Oriol, calciatore spagnolo
- 1986 - Paul Schellander, hockeista su ghiaccio austriaco
- 1986 - Kasper Schmeichel, calciatore danese
- 1986 - Nodiko Tatishvili, cantante georgiano
- 1986 - Alexander Wolfe, wrestler tedesco
- 1986 - Serkan İnan, cestista svedese
- 1987 - Federica Biganzoli, pallavolista italiana
- 1987 - Erin Brady, modella statunitense
- 1987 - Çağlar Ertuğrul, attore turco
- 1987 - Alejandro Fuentes, cantante cileno
- 1987 - Charles Hoskinson, informatico e imprenditore statunitense
- 1987 - Kevin Jonas, chitarrista, pianista e cantante statunitense
- 1987 - Allysin Kay, wrestler statunitense
- 1987 - Jason Kelce, ex giocatore di football americano statunitense
- 1987 - Chris Knierim, ex pattinatore artistico su ghiaccio statunitense
- 1987 - O.J. Mayo, cestista statunitense
- 1987 - Anna Pietrzak, ex cestista polacca
- 1987 - Ante Puljić, calciatore croato
- 1987 - Edoardo Stochino, nuotatore italiano
- 1987 - Ben Swift, ciclista su strada e pistard britannico
- 1987 - Stauros Toutziarakīs, cestista greco
- 1988 - Yannick Borel, schermidore francese
- 1988 - Luiza Gega, siepista e mezzofondista albanese
- 1988 - Gino Gradkowski, ex giocatore di football americano statunitense
- 1988 - Bailey Jay, attrice pornografica e conduttrice radiofonica statunitense
- 1988 - Virat Kohli, crickettista indiano
- 1988 - Ville Nikkari, ex calciatore finlandese
- 1988 - Oladapo Olufemi, ex calciatore nigeriano
- 1988 - Yukari Sahaku, mezzofondista e maratoneta giapponese
- 1988 - Scott Solomon, giocatore di football americano statunitense
- 1989 - Sinan Akdag, hockeista su ghiaccio tedesco
- 1989 - Mario Barcia, calciatore argentino
- 1989 - Nick Civetta, rugbista a 15 statunitense
- 1989 - Luke DeVere, ex calciatore australiano
- 1989 - D.J. Kennedy, cestista statunitense
- 1989 - Thomas Konrad, ex calciatore tedesco
- 1989 - Víctor Laguardia, ex calciatore spagnolo
- 1989 - Francesco Mammola, musicista e docente italiano
- 1989 - Zsófia Reisinger, tuffatrice ungherese
- 1989 - Ertuğrul Taşkıran, calciatore turco
- 1989 - Thomas Tumler, sciatore alpino svizzero
- 1990 - Darko Brguljan, pallanuotista montenegrino
- 1990 - Stefania Corna, pallavolista italiana
- 1990 - Jaume Doménech Sánchez, calciatore spagnolo
- 1990 - Luis Garrido, calciatore honduregno
- 1990 - Taylor Hunt, giocatore di football australiano australiano
- 1990 - Matej Jelić, calciatore croato
- 1990 - Nick Kasa, ex giocatore di football americano statunitense
- 1990 - George Moala, rugbista a 15 neozelandese
- 1990 - Jaclyn Narracott, skeletonista australiana
- 1990 - Lucas Tagliapietra, calciatore brasiliano
- 1991 - Sebastijan Antić, calciatore croato
- 1991 - Ricardo Archilla, pallavolista portoricano
- 1991 - Asta Kamma August, attrice svedese
- 1991 - Gustavo Blanco Leschuk, calciatore argentino
- 1991 - Liridon Kalludra, calciatore svedese
- 1991 - Tibor Kapu, astronauta ungherese
- 1991 - Dmytro Pidručnyj, biatleta ucraino
- 1991 - Marco Rojas, calciatore neozelandese
- 1991 - Ol'ga Safronova, velocista kazaka
- 1991 - Jadson Cristiano Silva de Morais, calciatore brasiliano
- 1991 - Flume, disc jockey e produttore discografico australiano
- 1991 - Edwin Velasco, calciatore colombiano
- 1992 - Odell Beckham Jr., giocatore di football americano statunitense
- 1992 - Giulio Dressino, canoista italiano
- 1992 - Rade Dugalić, calciatore serbo
- 1992 - Yihun Endashew, calciatore etiope
- 1992 - Lee Da-in, attrice sudcoreana
- 1992 - Javon McCrea, cestista statunitense
- 1992 - Magomed Ozdoev, calciatore russo
- 1992 - Marco Verratti, calciatore italiano
- 1992 - Mustafa Yılmaz, scacchista turco
- 1993 - Klym Artamonov, ex cestista e allenatore di pallacanestro ucraino
- 1993 - Trayon Bobb, calciatore guyanese
- 1993 - Dani Faiv, rapper italiano
- 1993 - Juan Ignacio González Brazeiro, calciatore uruguaiano
- 1993 - Jesús Jiménez Núñez, calciatore spagnolo
- 1993 - Tomasz Kriezel, giocatore di calcio a 5 polacco
- 1993 - George Long, calciatore inglese
- 1993 - Juan Diego Molina Martínez, calciatore spagnolo
- 1993 - Mbagnick Ndiaye, judoka senegalese
- 1993 - Dylan Page, ex ciclista su strada e ex ciclocrossista svizzero
- 1993 - SHY Martin, cantante svedese
- 1993 - Taylor Tomlinson, comica, attrice e conduttrice televisiva statunitense
- 1993 - Nicole Walch, pallavolista statunitense
- 1994 - Chrīstos Almpanīs, calciatore greco
- 1994 - Beatrice Attura, cestista statunitense
- 1994 - Trevon Bluiett, cestista statunitense
- 1994 - Maxime Crépeau, calciatore canadese
- 1994 - Mauro Da Luz, calciatore uruguaiano
- 1994 - Ammar Hamsan, calciatore yemenita
- 1994 - Egor Koulechov, cestista israeliano
- 1994 - Patrick Mainka, calciatore tedesco
- 1994 - Tomohiro Yamamoto, pallavolista giapponese
- 1995 - Yunus Emre Başar, lottatore turco
- 1995 - Kadeisha Buchanan, calciatrice canadese
- 1995 - Facundo Bustamante, ex calciatore argentino
- 1995 - Tariqe Fosu, calciatore inglese
- 1995 - Jordan Houghton, calciatore inglese
- 1995 - Wajdi Kechrida, calciatore tunisino
- 1995 - Trey Lyles, cestista canadese
- 1995 - Nikola Mazur, pattinatrice di short track polacca
- 1995 - Madison McLaughlin, attrice statunitense
- 1995 - Bhasha Mukherjee, modella e medico britannica
- 1995 - Theo Pinson, cestista statunitense
- 1995 - Gabriel Risso, calciatore argentino
- 1995 - Gael Sandoval, calciatore messicano
- 1995 - Arvin Tolentino, cestista filippino
- 1996 - Davide Alviti, cestista italiano
- 1996 - Orluis Aular, ciclista su strada venezuelano
- 1996 - Simone Bastoni, calciatore italiano
- 1996 - Sebastian Dahlström, calciatore finlandese
- 1996 - Jean-Alphonse Edris, giocatore di football americano francese
- 1996 - Maalique Foster, calciatore giamaicano
- 1996 - Pedro Raúl, calciatore brasiliano
- 1996 - Kiah Melverton, nuotatrice australiana
- 1996 - Victoria Moors, ex ginnasta canadese
- 1996 - Justin Shonga, calciatore zambiano († 2024)
- 1996 - Konomi Suzuki, cantante giapponese
- 1997 - Simone Alinovi, giocatore di football americano italiano
- 1997 - Jordan Bone, cestista statunitense
- 1997 - Īlias Chatzītheodōridīs, calciatore greco
- 1997 - Simi Fehoko, giocatore di football americano statunitense
- 1997 - Mihail Ghecev, calciatore moldavo
- 1997 - Bryce Hall, giocatore di football americano statunitense
- 1997 - Anthony Kalik, calciatore australiano
- 1997 - Aboubakar Keita, calciatore ivoriano
- 1997 - Nishu Kumar, calciatore indiano
- 1997 - Chris Mepham, calciatore gallese
- 1997 - Andrej Mostovoj, calciatore russo
- 1997 - Wael Nasri, giocatore di football americano francese
- 1997 - Emmanuel Ojeda, calciatore argentino
- 1997 - Igor Paim, ex calciatore brasiliano
- 1997 - José Alejandro Reyes, calciatore honduregno
- 1997 - Lindsey Ruddins, pallavolista statunitense
- 1997 - Greg Taylor, calciatore scozzese
- 1997 - Dominique Thorne, attrice statunitense
- 1997 - Juninho Rocha, calciatore brasiliano
- 1998 - Champion Allison, velocista statunitense
- 1998 - Juan Calero, calciatore colombiano
- 1998 - Jackson Collins, canoista australiano
- 1998 - Blake Grupe, giocatore di football americano statunitense
- 1998 - Alessandro Mariotti, sciatore alpino sammarinese
- 1998 - Lucas Martínez, calciatore uruguaiano
- 1998 - Jett Seymour, sciatore alpino statunitense
- 1998 - Takehiro Tomiyasu, calciatore giapponese
- 1998 - Karl Õigus, ex calciatore estone
- 1998 - Saliha Şahin, pallavolista turca
- 1999 - Martina Fidanza, pistard e ciclista su strada italiana
- 1999 - İlayda Güner, cestista turca
- 1999 - Loena Hendrickx, pattinatrice artistica su ghiaccio belga
- 1999 - Panagiōtīs Liagkas, calciatore greco
- 1999 - Connor Metcalfe, calciatore australiano
- 1999 - Ismahila Ouédraogo, calciatore burkinabé
- 1999 - Danny van der Tuuk, ciclista su strada olandese
- 2000 - Danko Branković, cestista croato
- 2000 - Thomas Harper, giocatore di football americano statunitense
- 2000 - Kerem Atakan Kesgin, calciatore turco
- 2000 - Giorgio Olivieri, martellista italiano
- 2000 - Jan Palokaj, cestista croato
- 2000 - Yuval Raphael, cantante israeliana
- 2000 - Heitor Rodrigues da Fonseca, calciatore brasiliano
- 2000 - Pietro Ugolini, cestista sammarinese
- 2000 - Tatsunori Ōtsuka, pallavolista giapponese

## XXI secolo(30)
- 2001 - Lucrezia Fabretti, nuotatrice italiana
- 2001 - Kiera Gazzard, nuotatrice artistica australiana
- 2001 - Roxanne Perez, wrestler statunitense
- 2001 - Malak Hamza, ginnasta egiziana
- 2001 - Alex Hook, attrice statunitense
- 2001 - Yūya Yamamoto, combinatista nordico giapponese
- 2002 - Matty Beniers, hockeista su ghiaccio statunitense
- 2002 - Emma Malabuyo, ginnasta filippina
- 2002 - Berta Castañé, attrice e modella spagnola
- 2002 - Claudia Coletti, nuotatrice artistica statunitense
- 2002 - Inmaculada Gabarro, calciatrice spagnola
- 2002 - Iker Muñoz, calciatore spagnolo
- 2002 - Ben Elliott, calciatore camerunese
- 2002 - Vicente Pizarro, calciatore cileno
- 2002 - Jack Rootkin-Gray, ciclista su strada britannico
- 2003 - 4batz, cantante e rapper statunitense
- 2003 - Aaliyah Butler, velocista statunitense
- 2003 - Shea Charles, calciatore nordirlandese
- 2003 - Josh Conerly Jr., giocatore di football americano statunitense
- 2003 - Eduardo Francisco, cestista angolano
- 2003 - Wilfried Gnonto, calciatore italiano
- 2003 - Kayden Harrack, calciatore grenadino
- 2003 - Moses Nyeman, calciatore statunitense
- 2003 - Julian Phillips, cestista statunitense
- 2003 - Jaylin Smith, giocatore di football americano statunitense
- 2004 - Tibe De Vlieger, calciatore belga
- 2004 - Đorđe Gordić, calciatore serbo
- 2004 - Yaimar Medina, calciatore ecuadoriano
- 2005 - Emanuel Paniagua, calciatore boliviano
- 2006 - Giulia Rossi-Bene, nuotatrice francese

## Senza anno specificato(1)
- Gaio Sollio Sidonio Apollinare, nobile romano († 486)